# El ruiseñor mexicano
El ruiseñor mexicano é uma telenovela mexicana, produzida pela Televisa e exibida em 1969 pelo Telesistema Mexicano.

## Elenco
- Ernestina Garfias - Ángela Peralta
- Enrique Rambal - Agustín Balderas
- Antonio Passy - Don Manuel Peralta
- Carmen Molina - Josefa
- Oscar Pulido - Don Sebastián
- Enrique Aguilar - Eugenio Castera
- Enrique Becker - Manuel Peralta hijo
- María Douglas - Emperatriz Carlota Amalia
- Guillermo Zarur - Marqués de Colin
- Dina de Marco - Amalia
- Ana Margarita - Claudia Cardán